# Bainbridge (New York)
Pour les articles homonymes, voir Bainbridge.
Ne doit pas être confondu avec Bainbridge (village, New York).
Bainbridge est une ville du comté de Chenango, dans l'État de New York, aux États-Unis. La population était de 3 401 habitants au recensement de  2000.
La Ville de Bainbridge contient le village de Bainbridge. La ville se trouve à la frontière est du Comté de Chenango, à mi-chemin entre  Binghamton et Oneonta.  

## Histoire
Au cours de l'expédition Sullivan de 1779, les troupes coloniales dirigées par le Général Clinton, envahirent la région pour en expulser les Indiens hostiles.
La ville fut érigée  pour la première fois en 1788, d'abord par un groupe appelé les   "Vermont Sufferers."  C'étaient des personnes de la partie orientale de l'État qui avaient perdu leurs terres à cause de leurs ventes par le Vermont. 
La ville se forma en 1791 sous le nom de « Ville de Jericho » dans le Comté de Tioga  avant la formation du comté de Chenango. Le nom de « Bainbridge » fut adopté en 1814. La ville se trouva ensuite réduite par la création de nouvelles villes dans le comté : en  1793, des parties de Bainbridge furent utilisées pour former des parties des villes de Norwich et d'Oxford ; d'autres portions de Bainbridge furent utilisées pour les villes de  Greene (en 1798 et 1799) et d'Afton  (en 1857).  

## Géographie
Selon le bureau de recensement des États-Unis, la ville a une superficie totale de  90,0 km², dont  88,8 km2 sont des terres et  1,1 km2, soit 1,27 %, de l'eau. 
Le bord est de la ville est aussi la frontière du  Comté Delaware.
La Susquehanna coule au coin sud-est de la ville, parallèlement à l'Interstate 88.  La route 206 de l'État de New York intersecte  la I-88 et la route 7 de l'État de New York au village de Bainbridge. 

## Démographie
Selon le recensement de 2000,  3 401 personnes, 1 368 foyers et 928 familles résidaient dans la ville.  La densité de population était de  38,3/km².  La  composition ethnique de la ville est de 98,35 % de Blancs, 0,32 % d'Africains Américains, 0,24 % d'Asiatiques, 0,06 % Océaniens, 0,29 % d'autres races, et 0,74 % se déclaraient multiraciaux. Les Hispaniques ou Latinos représentaient 1,18 % de la population.
Sur les 1,368 foyers, 31 % incluaient des enfants de moins de 18 ans, 54,8 % étaient des couples mariés, 8,8 % une mère de famille sans mari présent et 32,1 % n'étaient pas des familles. 26,7 % de tous les foyers étaient composés d'individus seuls, dont 11 %  âgés de 65 ans ou plus. La taille moyenne d'un foyer était de  2,48 et la taille de la famille moyenne  2,99.
Dans la ville, la population était composée de 26,1 % d'âge inférieur à 18 ans, 7,8 % d'âge compris entre 18 et 24, 27,0 % de 25 à 44, 24,7 % de 45 à 64, et 14,4 % avait plus de 65 ans.  L'âge médian était de 39 ans. La proportion par sexe était de 100 femmes  pour 101,5 hommes.  Pour  100 femmes de plus de 18 ans, il y avait 96,2 hommes.
Le revenu médian pour un foyer de la ville était de 37 219 $ et celui pour une famille de  41 625 $. Le revenu moyen des hommes était de 28 009 $ contre 25 533 $ pour des femmes. Le revenu par tête pour la ville était de  17 832 $.  Environ 8,6 % des familles et 10,9 % de la population  étaient en dessous du seuil de pauvreté, y inclus 13,8 % de ceux en dessous de 18 ans et 6 % de ceux de plus de  65.

## Communautés et lieux de la Ville de Bainbridge
- Le village of Bainbridge se trouve à la jonction de la route d'État 7 et de la route 206, sur la  Susquehanna.
- Bennettsville est un hameau en bordure est de la ville, dans sa partie sud-est, sur la route 206.
- Sidney Municipal Airport (N23) est un aéroport en bordure est, en partie dans la ville de Bainbridge et au nord de l'I-88. .
- Union Valley est un hameau à l'extrémité nord-ouest de la ville et au nord de  West Bainbridge sur la route de comté 17.
- West Bainbridge est un hameau près de la bordure ouest de la ville sur la route  206.